# Governatorato della Nuova Castiglia
La Gobernación de Nueva Castilla (in italiano governatorato di Nuova Castiglia) fu una delle due province - insieme al governatorato della Nuova León - create nel 1529 con le capitolazioni di Toledo dalla Corona di Castiglia in Sud America. Il governatorato fu assegnato a Francisco Pizarro per condurre la conquista dell'Impero inca e la sua incorporazione nella Corona di Castiglia.

## Storia

La suddivisione del Sudamerica secondo le Capitolazioni di Toledo del 1529.

Il governatorato fu creato il 26 luglio 1529 mediante le Capitolazioni di Toledo tra Pizarro e la regina consorte Isabella del Portogallo, in nome del re Carlo I di Spagna. Copriva la sezione del Sud America compresa in 200 leghe di longitudine lungo la costa dell'oceano Pacifico, a partire dal villaggio indigeno di Tenempuela (noto anche come Teninpulla, Teninpuya o Santiago) verso sud. Questo villaggio si trovava alla foce del fiume Santiago (oggi fiume Cayapas) nella provincia di Esmeraldas in Ecuador, a 1°13'N 79°03'O. Pizarro fu nominato governatore a vita, capitano generale, adelantado e alguacil maggiore del governatorato.
(Capitolo 1 delle Capitolazioni di Toledo)
Il territorio assegnato comprendeva in gran parte l'Amazzonia e includeva un accesso all'oceano Atlantico alla foce del fiume Amazzoni. Copriva parte del Brasile, la maggior parte dell'Ecuador e del Perù, l'estremità meridionale della Colombia e l'estremità settentrionale della Bolivia. A nord confinava con il reino de Tierra Firme e a est con la provincia portoghese di Santa Cruz do Brasil.
Lo stesso giorno fu firmata la seconda capitolazione con Simón de Alcazaba y Sotomayor, a cui fu concesso il governatorato di Nuova León, di 200 leghe di longitudine a partire dal villaggio di Chincha verso sud.

### Espansione dei confini
I confini del governatorato verranno espansi con le successive capitolazioni del 1534.